# Universitat París Descartes
La Universitat París Descartes (en francès: Université Paris-Descartes, oficialment Paris-V) va ser una universitat pública d'investigació de París en funcionament de 1971 a 2019.
El 2020 es va fusionar amb la Universitat Denis Diderot en la nova Universitat París Cité.

## Graduats famosos
- François Fillon, un polític francès, membre del partit Unió pel Moviment Popular i Primer Ministre durant el govern de Nicolas Sarkozy (2007-2012)
- Josepa Cucó i Giner, una antropòloga i catedràtica especialitzada en el camp de l'Antropologia social.[2]